# Рэп-рок
Рэп-рок (англ. Rap rock) — фьюжн-жанр, который сочетает в себе вокальные и инструментальные элементы хип-хопа с различными формами рок-музыки. К наиболее популярным поджанрам рэп-рока относятся рэп-метал и рэпкор, которые включают хеви-метал и хардкор-панк-влияния, соответственно.
Исторически первыми рок-группами, экспериментировавшими с рэпом, были Blondie и The Clash. В 1986 году кавер-версия группы Run-D.M.C. на классическую хард-рок песню «Walk This Way» группы Aerosmith (при участии Стивена Тайлера и Джо Перри из Aerosmith) способствовала популяризации хип-хопа среди белой аудитории. Видеоклип на эту песню демонстрировал соперничество, а затем символическое примирение рока и рэпа. Почти одновременно в рамках жанра появились фанк-метал и рэпкор, чуть позже оформился рэп-метал. Впоследствии рэп-рок стал основой для альтернативного рэпа.

## Характеристики
Сайт AllMusic описывает рэп-метал как имеющий «большие, качающиеся биты и тяжёлые, тяжёлые риффы», которые «иногда … [звучат] так, как будто риффы были просто наложены поверх скретча и битбокса», и описывает рэп-рок как имеющий более органичное звучание, характеризующее многие песни в этом жанре как рок-песни, в которых вокалист исполняет рэп, а не поёт. AllMusic также заявляет, что ритмы рэп-рока уходят корнями в ритмы хип-хопа, с большим влиянием фанка, чем в обычном хард-роке.

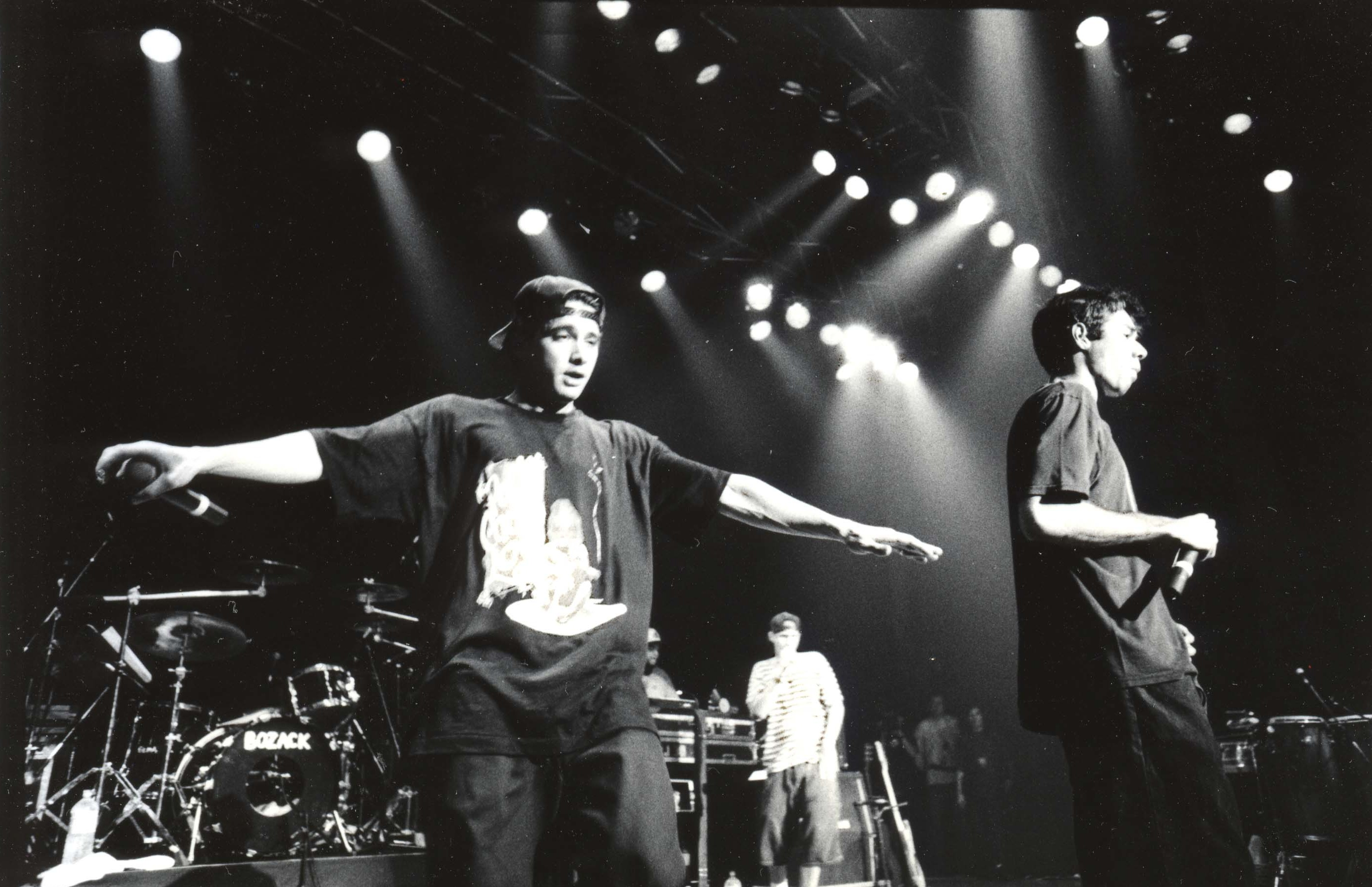
Нью-Йоркская хип-хоп-группа Beastie Boys считается очень влиятельной в жанре рэп-рок.

Группа (hed) P.E., которая сочетает в себе панк-рок и хип-хоп, иногда включает в свои песни элементы регги и хеви-метала. По словам автора журнала Rolling Stone Роба Кемпа, альбом группы Incubus 1997 года S.C.I.E.N.C.E. «связывает фанк-метал с рэп-металом». Группа Kottonmouth Kings исполняет стиль, который они называют «психоделическим хип-хоп-панк-роком». Музыкант Кид Рок включает в свои песни влияние кантри и южного рока. Рок начался с прямого звучания хип-хопа в его дебютном альбоме Grits Sandwiches for Breakfast, но он перешёл на рэп-рок в своём втором студийном альбоме The Polyfuze Method. Кид Рок не стал популярным до своего 4-го студийного альбома Devil Without a Cause. Позже он стал больше петь, и его поддерживает группа из 10 человек. Музыкант Эверласт сочетает блюз и рок с хип-хопом, выступая с живой группой, в которую входит диджей. Proyecto Eskhata, испанская группа, известна тем, что сочетает прогрессивный рок, хип-хоп и хеви-метал, звучание, относящееся к категории прогрессивного рэп-метала. Примером рэп-рок-альбома является Collision Course, совместная работа рэпера Jay Z и группы Linkin Park.
Лирические темы рэп-рока разнообразны. Согласно AllMusic, «большинство рэп-металлических групп середины и конца 90-х смешивали ультра-агрессивную театральность с высоким содержанием тестостерона либо с юношеским юмором, либо с интроспективной тревогой, усвоенной через альтернативный метал». Однако по мере того, как этот жанр стал более устоявшимся, несколько групп разветвились на политические или социальные комментарии в своих текстах, в первую очередь Rage Against the Machine и Senser, которые отличали их от менее политически заинтересованных групп, таких как Linkin Park и Limp Bizkit.
Хотя многие группы ню-метала включают в своё творчество хип-хоп-биты, в рэп-рок-группах всегда возглавляются рэперами. Рок-группы, обычно не связанные с рэп-роком, экспериментировали с хип-хопом, включая рэп. Среди таких групп и исполнителей были Blondie, Rush, Бек и Cake. Многие рэперы известны тем, что часто используют семплы из рок-песен, в том числе Eminem, Ice-T, The Fat Boys, LL Cool J, Public Enemy, Whodini, Vanilla Ice и Esham.

## Поджанры

### Фанк-метал
Фанк-метал — это пограничный жанр музыки, который появился в 80-х. Как правило, он включает элементы фанка и метала. Это проявляется в сочетании тяжёлых рифов метала с характерным для фанка звучанием баса (слэп-техника). Нередким для жанра является использование элементов рэпа и альтернативного рока, из-за чего он часто пересекается с рэпкором и рэп-металом. Примеры: Infectious Grooves, Primus, Red Hot Chili Peppers (ранние), Incubus (ранние), Living Colour, Rage Against the Machine, Extreme и Faith No More.

### Рэпкор
Рэпкор возник в середине 80-х в результате слияния панк-рок/хардкора с рэпом. Примеры раннего рэпкора содержат группы Beastie Boys, Biohazard, (hed) P.E. и Kottonmouth Kings. Однако наибольшей популярности жанр достиг в конце 90-х с творчеством Limp Bizkit, 311, Bloodhound Gang,, Dog Eat Dog, Kid Rock, чуть позже Linkin Park, Reveille и Zebrahead. На сегодняшний день рэпкор не так популярен как раньше, однако в жанре продолжают появляться новые группы, например Hollywood Undead или From Ashes To New.

### Рэп-метал
В конце 1980-х трэш-метал-группа Anthrax разработала новый жанр, являющийся смешением рэпа и метала. Рэп-метал становится популярным в начале 1990-х благодаря творчеству Rage Against the Machine, но к концу десятилетия уступает в популярности ню-металу. Ню-метал очень близок к рэп-металу, но помимо рэпа и метала содержит также хардкор и гранж-влияния.